# Theodor Josef Hubert Hoffbauer
Pour l’article homonyme, voir Hoffbauer.
Theodor Josef Hubert Hoffbauer (également connu comme Feodor Hoffbauer et Fédor Hoffbauer), né à Düsseldorf en province de Rhénanie le 13 octobre 1839 et mort à Paris 16e le 28 octobre 1922, est un peintre, architecte, dessinateur, graphiste et illustrateur français d'origine allemande.

## Biographie
Theodor Hoffbauer concevait lui-même les restitutions et bénéficiait pour les exécuter de l’aide de plusieurs dessinateurs et graveurs. Il réalise de nombreuses vues et dioramas retraçant l’aspect des édifices célèbres de Paris qui sont exposées au public. Il réalise ainsi des vues crédibles du palais du Louvre, du Châtelet, de la Maison du Temple, du quartier du Temple, de la prison de la Bastille, de l'abbaye de Saint-Germain-des-Prés, publiés dans Paris à travers les âges où ils accompagnent des textes d'historiens de Paris.
Theodor Hoffbauer réalise de nombreux plans historiques de villes, notamment Paris autrefois, sous l'époque médiévale ou Renaissance. Il élabore des livrets explicatifs du diorama de Paris à travers les âges, comme autant de promenades historiques et archéologiques dans les différents quartiers de l'ancien Paris. Dans ses ouvrages, il utilise notamment le papier calque pour superposer des plans de quartier à différentes époques afin de rendre compte de l'évolution du tissu urbain.
En 1885, il réalise au théâtre Marigny à Paris, les dioramas de Paris à travers les âges en huit tableaux.
Hoffbauer s’aide fréquemment de la photographie et ceci se ressent dans le style même de ses images. Son œuvre considérable a contribué pleinement au mouvement de défense et de sauvegarde du patrimoine qui s’organisait alors, notamment autour d'Eugène Viollet-le-Duc. En 1884 est créée la Société des Amis des Monuments Parisiens et, en 1897, la Commission du Vieux Paris.
Alors qu'il demeure à Trouville-sur-Mer, il épouse le 4 novembre 1865 à Alençon, Marie Geneviève Clémence Belloc, originaire de Saint-Dizier, qui demeure avec ses parents rue Julien à Alençon.

Domicilié 40 boulevard du Montparnasse, il meurt 63 boulevard de Montmorency à Paris 16e le 28 octobre 1922.

## Œuvres
- Illustrations de Paris à travers les âges: Aspects successifs des monuments et quartiers historiques de Paris depuis le XIIIe siècle jusqu'à nos jours..I. 1 Paris gallo-romain, Lutèce. 2 Histoire de l'Hôtel de Ville. 3 Le Palais de Justice et le Pont-Neuf. 4 La Cité, entre le Pont Notre-Dame et le Pont au Change. 5 Notre-Dame, l'Hôtel-Dieu et les environs. 6 Histoire du Louvre et de ses environs. 7 Histoire du Grand Châtelet et de ses environs / par M. F. Hoffbauer, architecte ; texte par MM. Édouard Fournier, Paul Lacroix, A. de Montaiglon, Alfred Bonnardot, Jules Cousin, Franklin, Valentin Dufour, etc.Paris: Firmin-Didot, 1875-1882.
- Livret explicatif du diorama de Paris à travers les âges : promenades historiques et archéologiques dans les différents quartiers de l'ancien Paris : Carré Marigny. Champs-Elysées / par M. Hoffbauer..., Paris: Firmin-Didot et Cie, 1889. 46 p., [2 p.] ; in 4°
- Dessins aquarellés de Paris à travers les âges : conservés à la Bibliothèque historique de la Ville de Paris
- Le Quartier de la Bastille en 1789 : toile peinte commandée par la Ville de Paris pour l'Exposition universelle de 1889, à laquelle répondait Le Quartier de la Bastille en 1889 d'Eugène Bourgeois (1855-1909), environ 3 m x 5 m. [Bibliothèque historique de la Ville de Paris, salle de lecture]

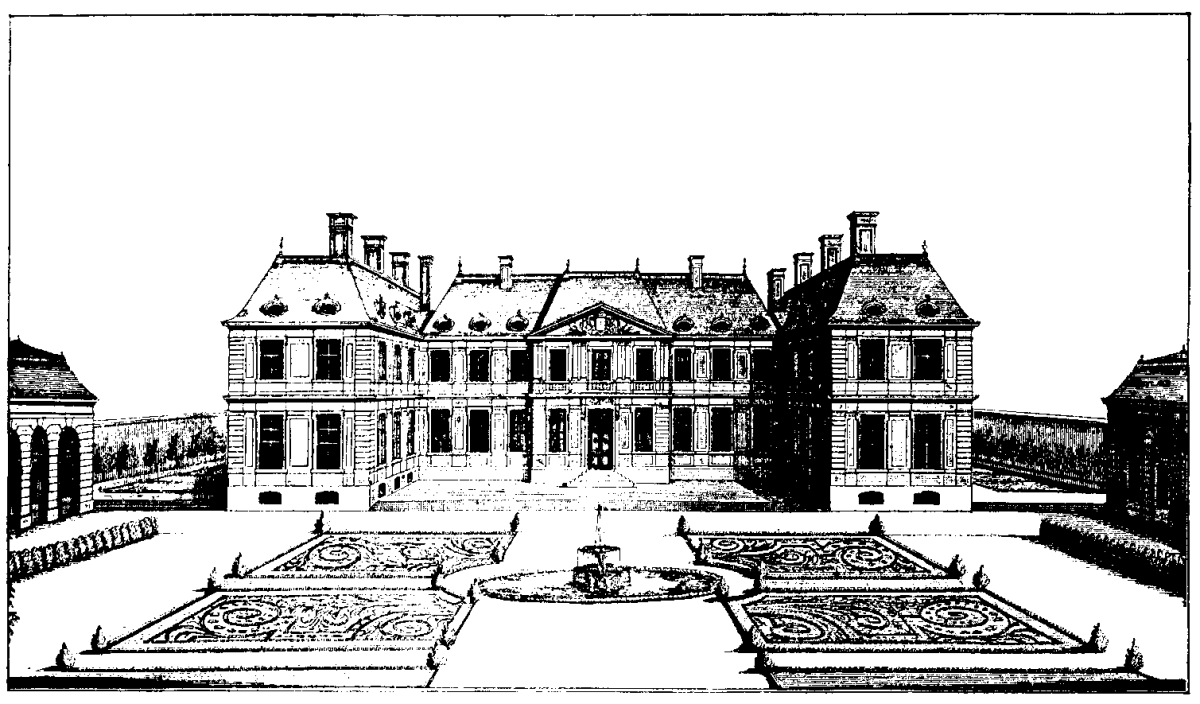
Le palais du Temple
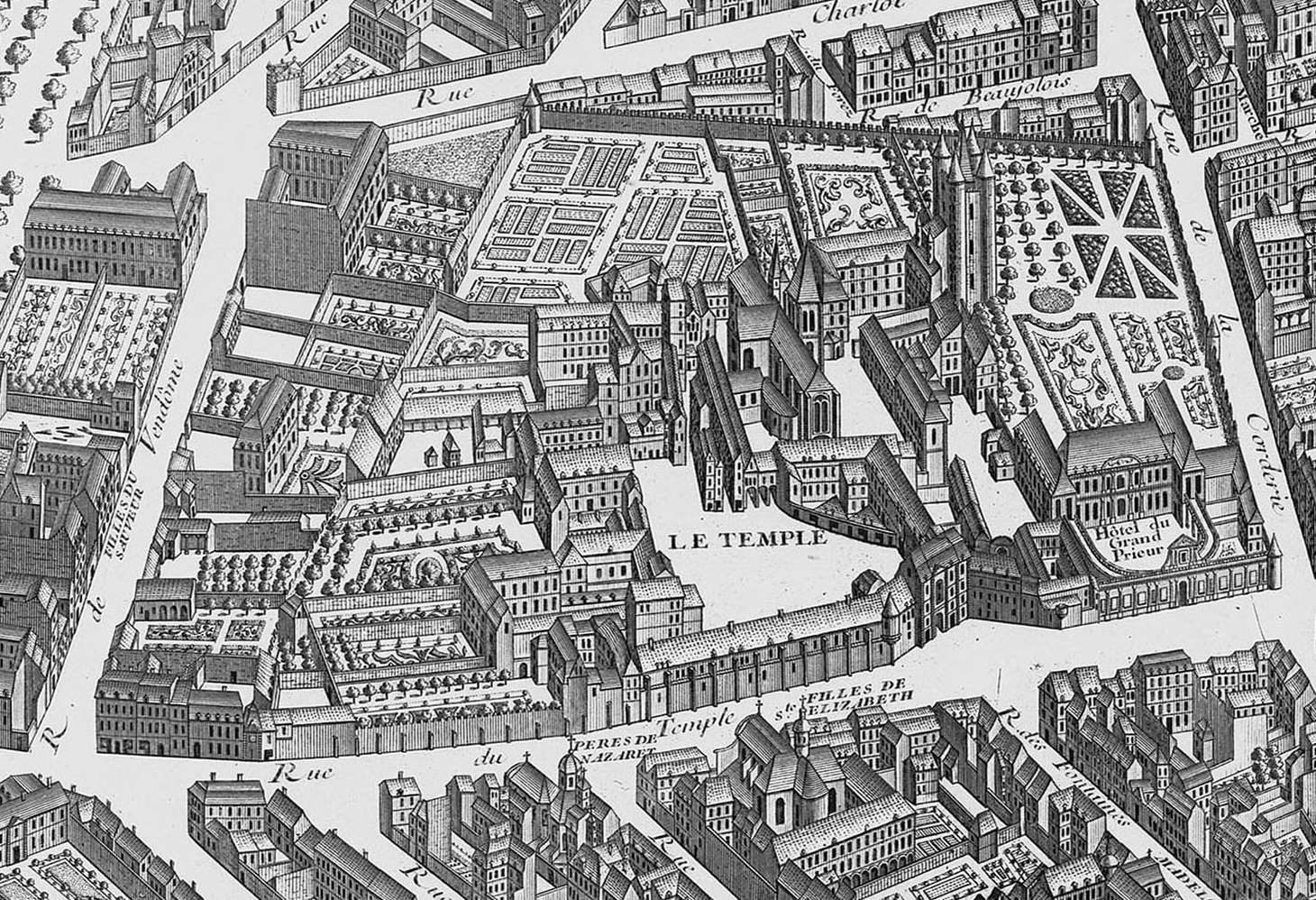
Le quartier du Temple
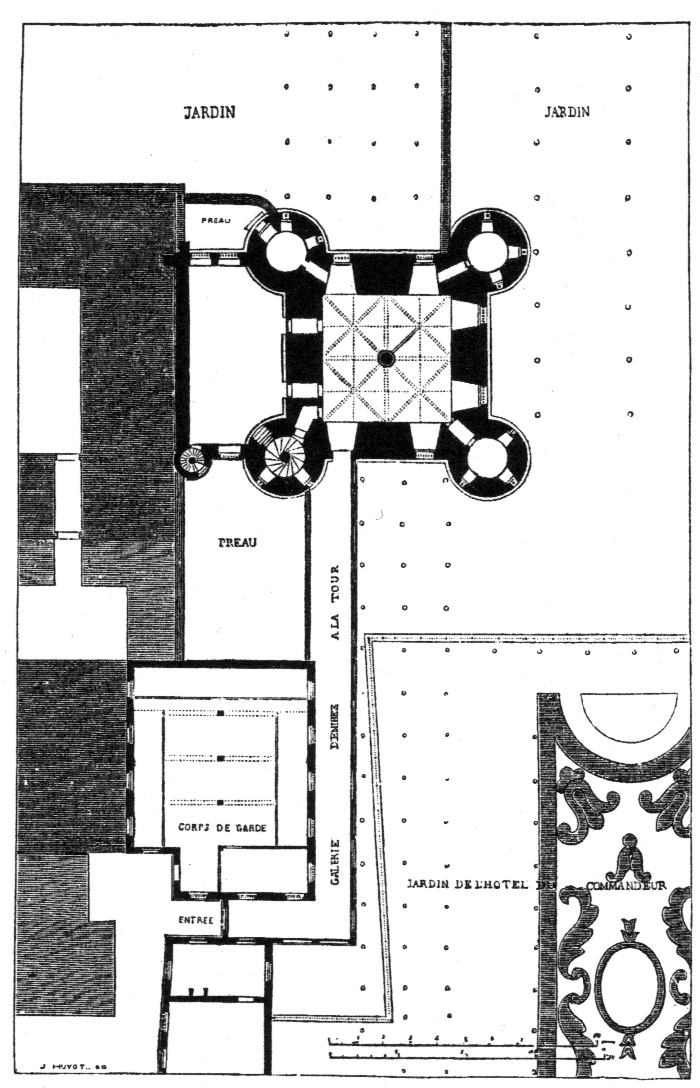
Détail de la tour du Temple
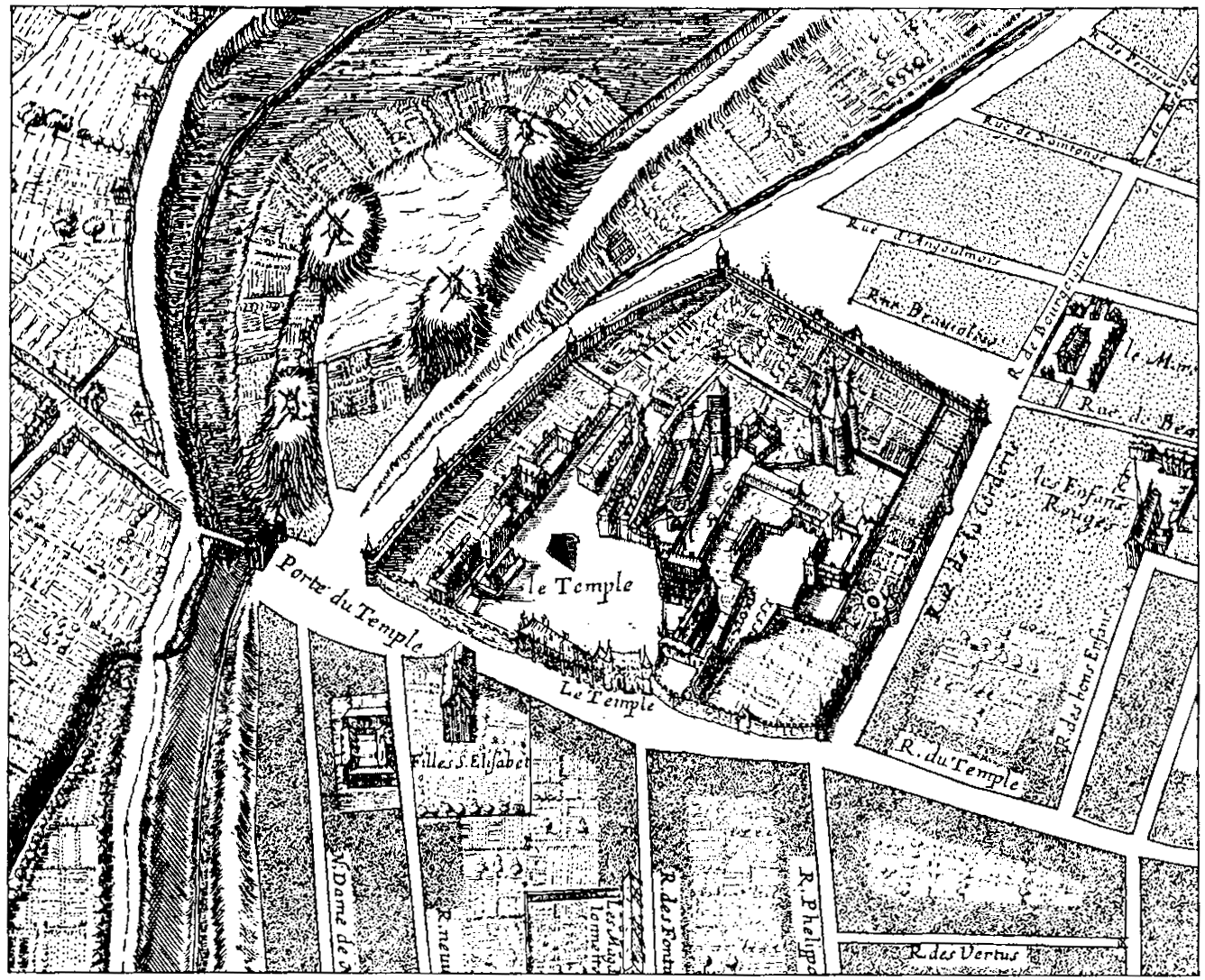
Les environs du quartier du Temple de Paris
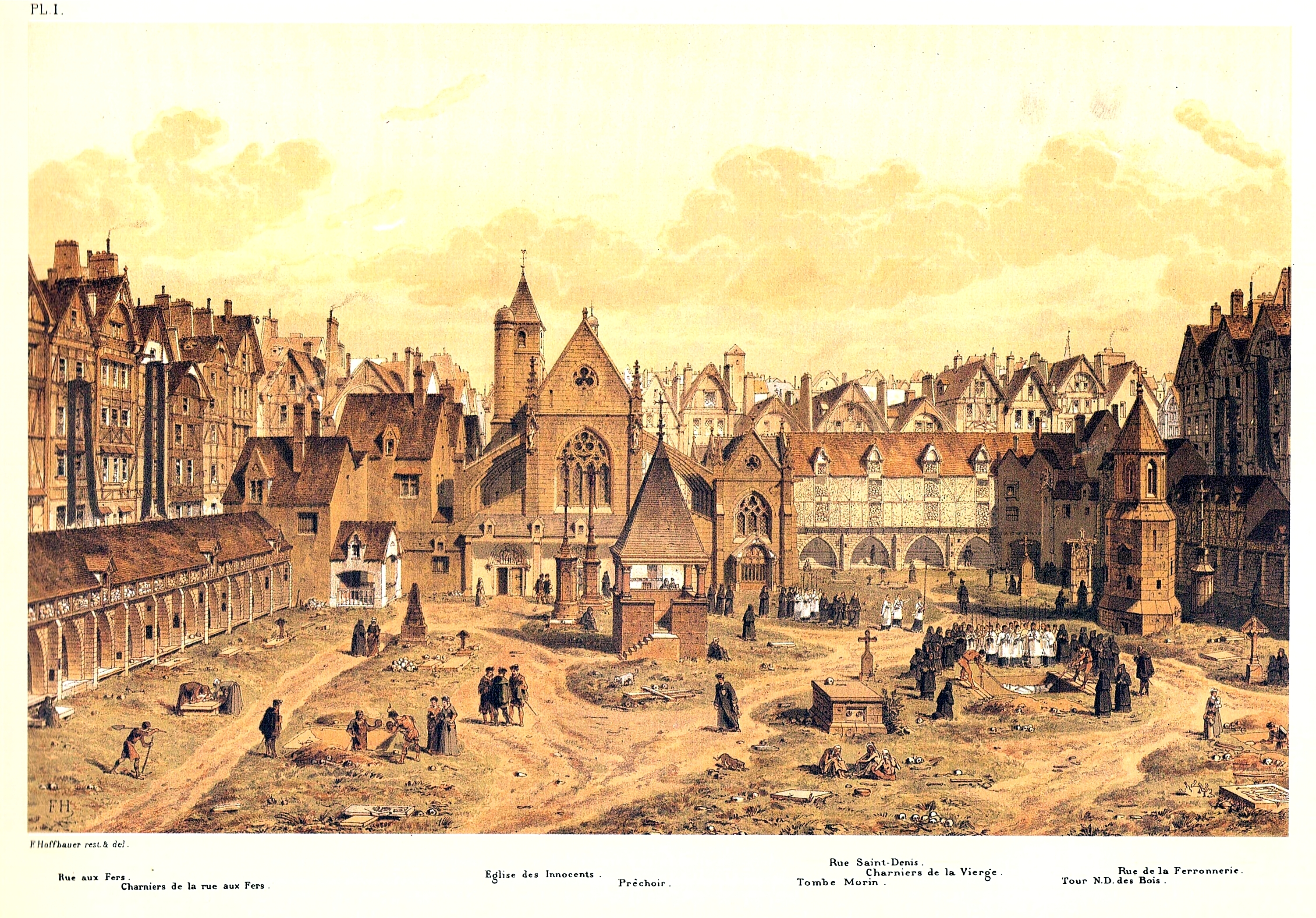
Le cimetière des Saints-Innocents en 1550